# Garteniora
Die Garteniora oder Schwarzflügel-Iora (Aegithina tiphia) ist eine von vier Arten aus der Gattung der Ioras (Aegithina) in der gleichnamigen Familie der Ioras (Aegithinidae).
Die vier Arten der Ioras wurden früher zusammen mit den Blattvögeln (Chloropseidae) und den Feenvögeln (Irenidae) in die Familie Irenidae eingeordnet.

## Merkmale
Die Garteniora erreicht eine Körperlänge von 12 Zentimetern. Meist lebt sie alleine oder paarweise. Sie ist leicht an ihrem hellen, leuchtenden Gefieder und an ihrem Gesang bzw. Gezwitscher zu erkennen. Meist wird ein wheeeee-tee getrillert und manchmal imitiert sie andere Vogelarten aus ihrem Gebiet.
Bei der Garteniora besteht kein ausgeprägter Geschlechtsdimorphismus.
In der Brutzeit jedoch fällt das Männchen mit seinem leuchtenden Gefieder auf. Das Männchen verliert im Winter (Brutzeit) fast alle schwarzen Federn und die gelben Federn werden heller. Das Weibchen ist an der Oberseite grün, seine gelbe Unterseite verblasst im Winter. Am Steiß beider Geschlechter finden sich viele weiche Federn.

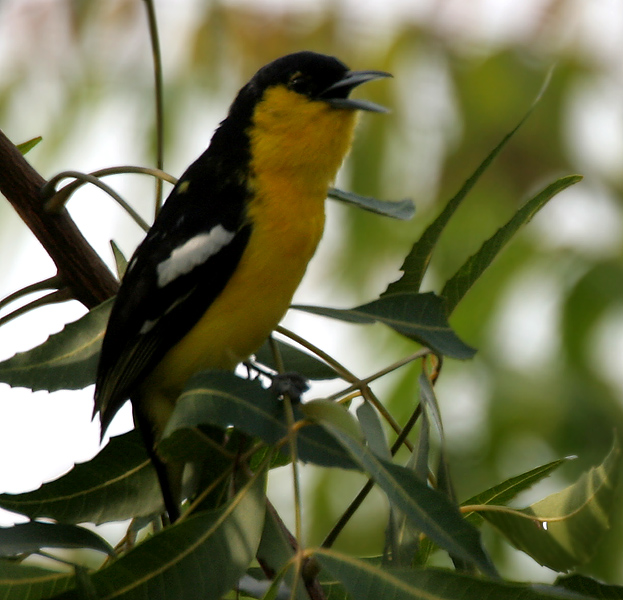
Garteniora, männl. in Hyderabad, Indien
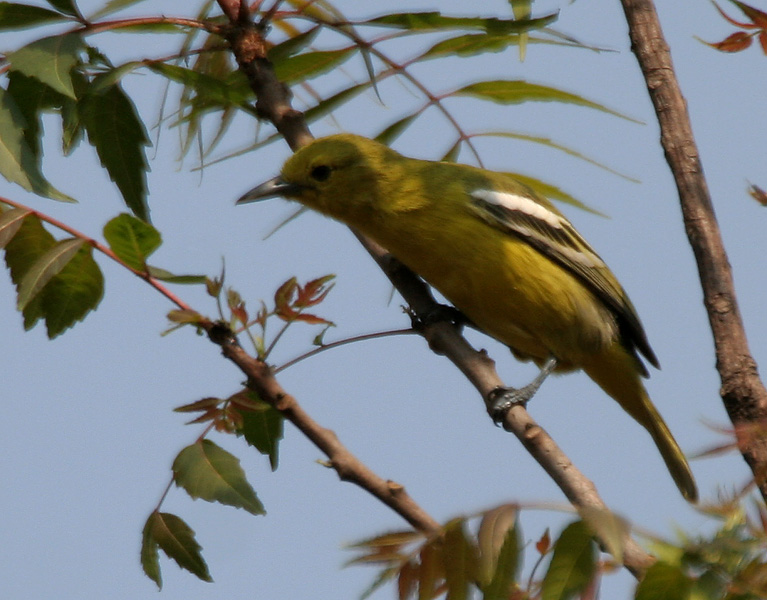
Garteniora, weibl. in Hyderabad, Indien
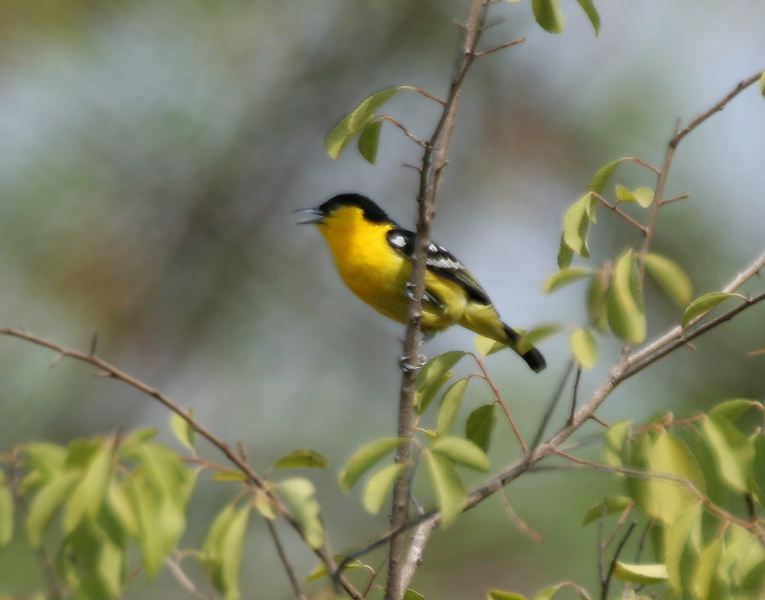
Garteniora, männl. rufend in Shamirpet, Rangareddy Distrikt, Andhra Pradesh, Indien
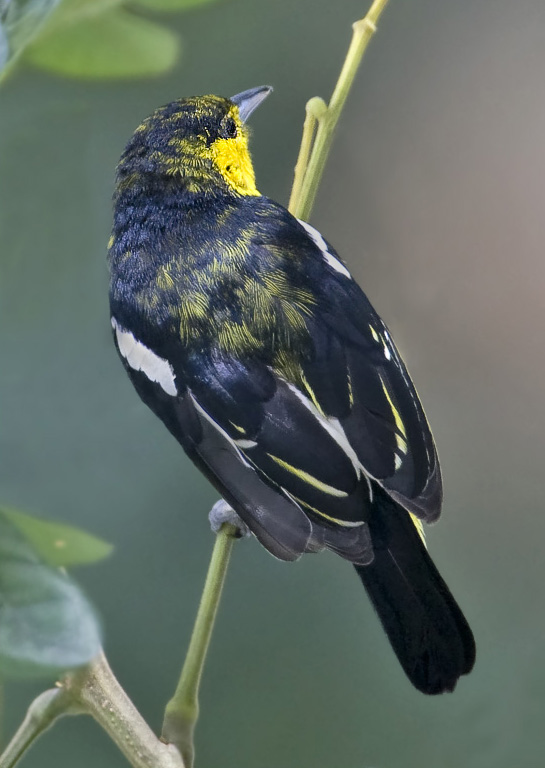
Brütendes Männchen in Singapur
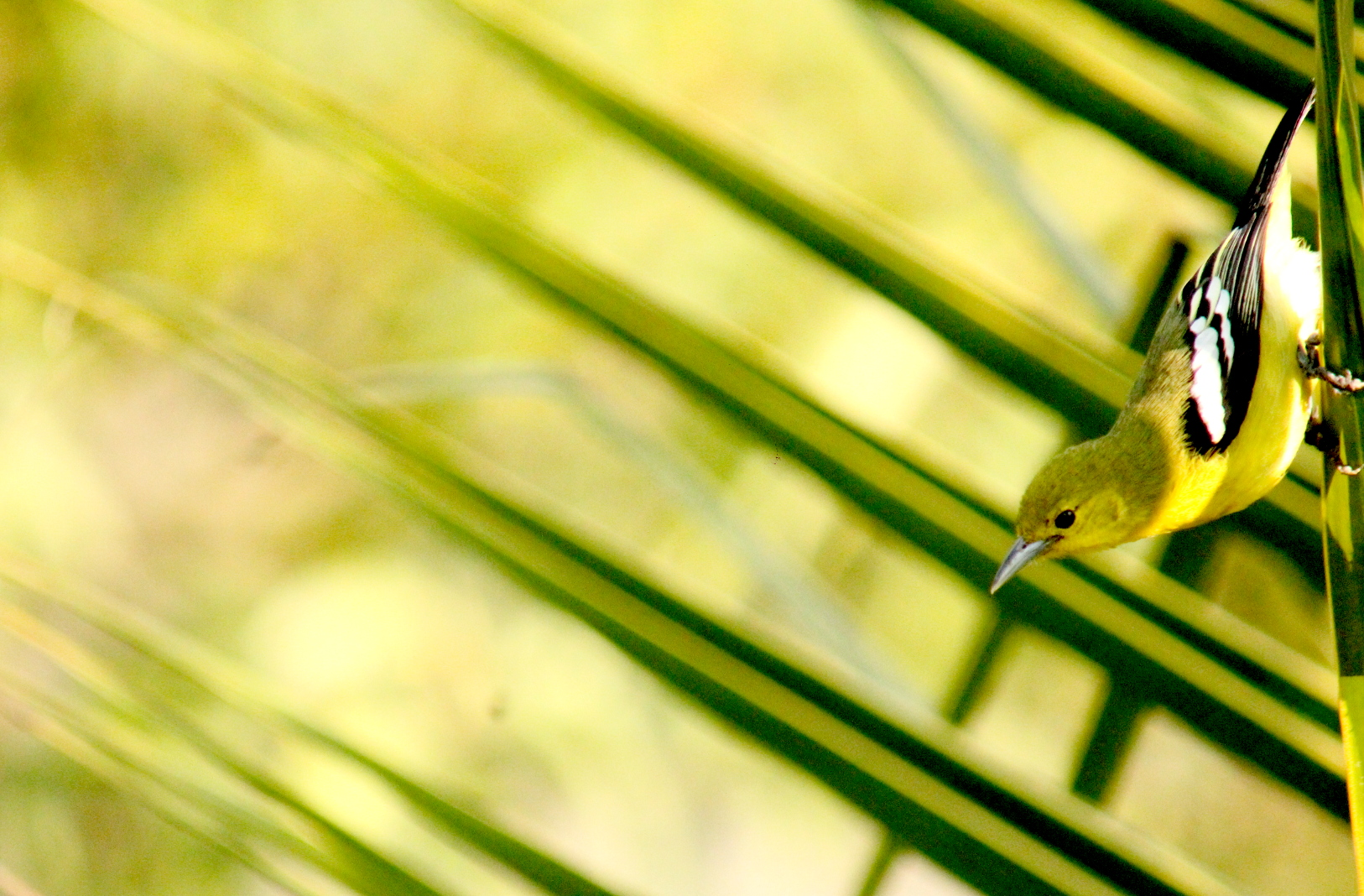
Garteniora, weibl. im Sajnakhali Wildlife Sanctuary

## Lebensraum
Die Garteniora lebt häufig in Gärten, wo sie unauffällig zwischen Baumzweigen und Sträuchern umherhüpft. Sie bewohnt auch lichte Wälder und Obstplantagen und ist von Südasien bis nach Südostasien verbreitet. Es werden Java, Sumatra sowie Borneo bis zu einer Höhe von maximal 1.700 Meter über NN besiedelt.
Sie ernährt sich von Insekten, wie Raupen, Ameisen und Käfern sowie Samenkörnern. Auch Spinnentiere und andere kleine Wirbellose werden erbeutet.

## Fortpflanzung
Bei der Balz fliegt das Männchen hoch in die Luft und plustert sein Gefieder auf, vor allem die Steißfedern, bis es einer Kugel ähnelt. Dann gleitet es in spiralförmigem Flug zu seinem Sitz zurück. Gleichzeitig stößt es merkwürdige Laute aus, die an das Quaken eines Frosches erinnern. Sobald es gelandet ist, spreizt es seinen Schwanz und flattert mit den Flügeln.
Während der Brutzeit, meist nach dem Monsun, werden 2 bis 4 grün-weiße Eier in das Nest gelegt. Das Nest ist ein kunstvolles Bauwerk aus feinem, weichem Gras und mit Spinnweben bedeckt. Es befindet sich meist in einer Astgabel und wird sowohl vom Männchen als auch vom Weibchen bebrütet.

## Unterarten
Es sind elf Unterarten bekannt:
- Aegithina tiphia multicolor (Gmelin, JF, 1789) kommt im Südwesten Indiens und auf Sri Lanka vor.
- Aegithina tiphia deignani Hall, BP, 1957 kommt im südlichen und östlichen Indien sowie dem nördlichen und zentralen Myanmar vor.
- Aegithina tiphia humei Baker, ECS, 1922 ist in der zentralen Halbinsel Indiens verbreitet.
- Aegithina tiphia tiphia (Linnaeus, 1758) ist im Norden Indiens bis in den Westen Myanmars verbreitet.
- Aegithina tiphia septentrionalis Koelz, 1939 ist im Nordwesten des Himalayas verbreitet.
- Aegithina tiphia philipi Oustalet, 1886 kommt im südlichen zentralen China, im Osten Myanmars, dem Norden Thailands und dem nördlichen und zentralen Gebiet Indochinas vor.
- Aegithina tiphia cambodiana Hall, BP, 1957 kommt im Südosten Thailands, in Kambodscha und dem Süden Vietnams vor.
- Aegithina tiphia horizoptera Oberholser, 1912 ist im Südosten Myanmars und dem Südwesten Thailands, über die Malaiische Halbinsel, Sumatra und angrenzenden Inseln verbreitet.
- Aegithina tiphia scapularis (Horsfield, 1821) kommt auf Java und Bali vor.
- Aegithina tiphia viridis (Bonaparte, 1850) kommt im zentralen und südlichen Borneo vor.
- Aegithina tiphia aequanimis Bangs, 1922 ist im Norden Borneos und dem Westen der Philippinen verbreitet.